# Czech Traded Index
Der Czech Traded Index (CTX) ist ein von der Wiener Börse entwickelter Real-Time-Index der attraktivsten tschechischen Aktien. Die Berechnung erfolgt zusätzlich zum US-Dollar auch in Euro und in lokaler Währung. Er ist Bestandteil des CECE Composite Index.
Die Indexbasis liegt bei 1.000 Punkten am 15. Juli 1996, das Startkapital betrug 1.490.133.618,18 EUR. Sein Allzeit-Hoch erreichte der CTX am 12. Juli 2007 mit 3.731,58 Punkten.
Der Index setzt sich aus den umsatzstärksten und höchstkapitalisierten Unternehmen zusammen, die an der Prague Stock Exchange (PSE) gelistet sind.

## Indexzusammenstellung
(Stand: 3. Juli 2018)
| Name                   | Logo | Aktien      | Kapitalisierung in € | Anteil am Index in % |
| ---------------------- | ---- | ----------- | -------------------- | -------------------- |
| ČEZ, a. s.             | Logo | 537.989.759 | 2.944.786.049        | 24,48                |
| Erste Group Bank AG    | Logo | 429.800.000 | 2.887.071.479        | 24,00                |
| Komerční banka         | Logo | 190.049.260 | 2.771.627.486        | 23,04                |
| Moneta Money Bank      | Logo | 511.000.000 | 1.073.442.297        | 8,92                 |
| Vienna Insurance Group | Logo | 128.000.000 | 893.672.727          | 7,43                 |
| O2 C.R.                | Logo | 310.220.057 | 607.971.939          | 5,05                 |
| Philip Morris CR       | Logo | 1.913.698   | 332.269.249          | 2,76                 |
| CETV                   | Logo | 148.721.537 | 260.155.952          | 2,16                 |
| Unipetrol              | Logo | 181.334.764 | 259.942.083          | 2,16                 |